# Fureur secrète
Pour plus de détails, voir Fiche technique et Distribution.
Fureur secrète (titre original : The Secret Fury) est un film américain réalisé par Mel Ferrer, sorti en 1950.

## Fiche technique
- Titre français : Fureur secrète
- Titre original : The Secret Fury
- Réalisation : Mel Ferrer
- Scénario : Lionel Houser d'après une histoire de Jack Leonard et James O'Hanlon
- Photographie : Leo Tover
- Montage : Harry Marker
- Musique : Roy Webb
- Direction musicale : Constantin Bakaleinikoff
- Direction artistique : Carroll Clark et Albert S. D'Agostino
- Décors : Darrell Silvera et William Stevens
- Costumes : Hattie Carnegie et Michael Woulfe (pour Jane Cowl)
- Producteurs : Jack H. Skirball et Bruce Manning (non crédité)
- Société de production : Loring Theatre Corporation
- Société de distribution : RKO Radio Pictures
- Pays d'origine :  États-Unis
- Langue originale : anglais
- Format : noir et blanc – 35 mm – 1,37:1 – Son : mono (RCA Sound System)
- Genre : Film dramatique, Film noir
- Durée : 85 minutes
- Dates de sortie : 
  - États-Unis :  21 février 1950
  - France : 11 mai 1951

## Distribution
- Claudette Colbert : Ellen R. Ewing
- Robert Ryan : David McLean
- Jane Cowl : Tante Clara Ewing
- Paul Kelly : Procureur de district Eric Lowell
- Philip Ober : Gregory Kent
- Elisabeth Risdon : Dr Twining
- Doris Dudley : Pearl Collins
- Dave Barbour : Lucian Randall
- Vivian Vance : Leah, la servante d'hôtel

Acteurs non crédités :
- Ann Codee : Tessa
- José Ferrer : José